# Светско првенство у фудбалу за жене 2015. − група Д
Група Д ФИФА Светског првенства за жене 2015. била је једна од шест групе репрезентација које су се такмичиле на Светском првенству за жене 2015. Групу су чинили Сједињене Државе, Аустралија, Шведска и Нигерија. Утакмице су одигране од 8. до 16. јуна 2015. године.

## Репрезентације групе Д
| Позиција на извлачењу | Репрезентација   | Конфедерација | Начин квалификовања                     | Датум квалификовања | Укупно учешћа | Последње учешће | Најбољи резултат          | ФИФА рангирање на почетку првенства |
| --------------------- | ---------------- | ------------- | --------------------------------------- | ------------------- | ------------- | --------------- | ------------------------- | ----------------------------------- |
| Д1 (носилац)          | Сједињене Државе | Конкакаф      | Конкакафов шампионат за жене − победник | 24. октобар 2014.   | 7.            | 2011            | Победник (1991, 1999)     | 2                                   |
| Д2                    | Аустралија       | АФК           | АФК Куп Азије за жене − другопласирани  | 18. мај 2014.       | 6.            | 2011            | Четвртфинале (2007, 2011) | 10                                  |
| Д3                    | Шведска          | УЕФА          | УЕФА група 4 − победник                 | 17. септембар 2014. | 7.            | 2011            | Другопласирани (2003)     | 5                                   |
| Д4                    | Нигерија         | КАФ           | Афрички Куп нација − победник           | 22. октобар 2014.   | 7.            | 2011            | Четвртфинале (1999)       | 33                                  |

## Табела
| Pos | Тим              | О | П | Н | И | ГД | ГП | ГР | Бод. | Qualification                   |
| --- | ---------------- | - | - | - | - | -- | -- | -- | ---- | ------------------------------- |
| 1   | Сједињене Државе | 3 | 2 | 1 | 0 | 4  | 1  | +3 | 7    | Квалификовала се за нокаут фазу |
| 2   | Аустралија       | 3 | 1 | 1 | 1 | 4  | 4  | 0  | 4    | Квалификовала се за нокаут фазу |
| 3   | Шведска          | 3 | 0 | 3 | 0 | 4  | 4  | 0  | 3    | Квалификовала се за нокаут фазу |
| 4   | Нигерија         | 3 | 0 | 1 | 2 | 3  | 6  | −3 | 1    |                                 |

У осмини финала:
- Сједињене Америчке Државе су игралеи против Колумбије (трећепласирана екипа групе Ф).
- Аустралија је играла са Бразилом (победник групи Е).
- Шведска (као једна од четири најбоље  трећепласиране репрезентације) играла је са Немачком (победница Група Б).

## Утакмице

### Шведска и Нигерија
| Шведска                                                             | (3 : 3)  | Нигерија                                                              |
| ------------------------------------------------------------------- | -------- | --------------------------------------------------------------------- |
| - Дезире Опаранози 21’ (а.г.) - Нила Фишер 31’ - Линда Сембрант 60’ | Извештај | - Нгози Окоби-Океигене 50’ - Асисат Ошоала 53’ - Франциска Ордега 87’ |

| Шведска | Нигерија |

### Сједињене Државе и Аустралија
| Сједињене Државе                           | (3 : 1)  | Аустралија         |
| ------------------------------------------ | -------- | ------------------ |
| - Меган Рапино 12’, 78’ - Кристен Прес 61’ | Извештај | - Лиса Де Вана 27’ |

| Сједињене Државе | Аустралија |

### Аустралија и Нигерија
| Аустралија            | (2 : 0)  | Нигерија |
| --------------------- | -------- | -------- |
| - Киа Сајмон 29’, 68’ | Извештај |          |

| Аустралија | Нигерија |

### Сједињене Државе и Шведска
| Сједињене Државе | (0 : 0)  | Шведска |
| ---------------- | -------- | ------- |
|                  | Извештај |         |

| Сједињене Државе | Шведска |

### Нигерија и Сједињене Државе
| Нигерија | (0 : 1)  | Сједињене Државе |
| -------- | -------- | ---------------- |
|          | Извештај | - Еби Вамбах 45’ |

| Нигерија | Сједињене Државе |

### Аустралија и Шведска
| Аустралија        | (1 : 1)  | Шведска               |
| ----------------- | -------- | --------------------- |
| - Лиса Де Вана 5’ | Извештај | - Софија Јакобсон 15’ |

| Аустралија | Шведска |